# Paraxerus cepapi
Paraxerus cepapi є африканською вивіркою, яка мешкає в лісах південних афротропічних зон.

## Діапазон
Він зустрічається в Анголі, Ботсвані, ДР Конго, Малаві, Мозамбіку, Намібії, Південній Африці, Танзанії, Замбії та Зімбабве. Це звичайний гризун, який за своєю природою веде денний спосіб життя.

## Зовнішній вигляд
Його загальна довжина становить 350 мм, половина з яких становить хвіст. Цей вид важить всього 200 г. Забарвлення шерсті різниться по всьому регіону. У західних і посушливих частинах ареалу він блідо-сірий, а в східних місцевостях більш бурий. Голова і ноги мають іржавий колір. Забарвлення на грудях варіюється від жовтуватого до темно-коричневого на сході та білого на заході. Черевце біле. Ці пильні та постійно зайняті істоти мають довгі хвости, витягнуті назад.

## Спосіб життя
Вид деревний і наземний, живе переважно групами. Сімейні групи займають територію розміром приблизно від 0,3 до 1,26 га, яку агресивно захищають особливо самці. Сімейні групи сплять разом у лігві та проводять день разом. Вони ідентифікують себе за індивідуальним запахом групи. Крім того, цей вид має яскраво виражену акустичну комунікацію, яка передбачає широке розмаїття тонів. Репертуар варіюється від горлового булькання до свисту. Коли виникає небезпека з боку хижаків, тварини реагують по-різному. Якщо в повітрі помічають хижого птаха, то негайно тікають до схованки. Коли хижаки, такі як змії чи мангусти, наближаються, то демонструють захисну поведінку, яка виражається в шумові й мові тіла. Paraxerus cepapi всеїдні й харчуються як рослинами, так і комахами. Сімейні групи також створюють запаси їжі на території. Шлюбний період охоплює кінець літа та початок осені. Самиці народжують 1–3 дитинчат, яких годують близько 6 тижнів.

## Таксономія
Базіонім: Sciurus cepapi Smith, 1836
Описано 10 підвидів.